# Велико завештање
Велико завештање (Le testament или Le grand testament) је збирка песама Франсоа Вијона настала 1461. године. Садржи преко 2000 стихова и обухвата двадесетак релативно независних песама, углавном балада, у осмерцу. Стихови су прожети размишљањем о смрти, протицању времена и пролазности живота, осећајем горчине због патњи и разочарања, али и иронијом и мрачним хумором.
Ово дело је вероватно настало током периода лутања по Француској, између два боравка у затвору, а Вијонов језик (мноштво жаргонских израза из оног времена) и обрађене теме (страх од хапшењна, робија, вешање) одраз су његовог бурног живота испуњеног лутањима, крађама и једним убиством, и атмосфере унутар маргиналних кругова друштва у којима се кретао., Стихови обилују именима стварних ликова из средњовековне Француске (племићи, богаташи, адвокати, проститутке) и пошалицама на њихов рачун. Један од централних мотива је ubi sunt (Ubi sunt qui ante nos fuerunt? - Где су они што бејаху пре нас), израз жаљења због пролазности живота.